# Margrit Camenzind

Margrit Camenzind (1986)

Margrit Camenzind-Wüest (* 13. November 1939 in Gersau im Kanton Schwyz) ist eine Schweizer Politikerin (CVP). Von 1986 bis 1987 war sie Nationalrätin für den Kanton Thurgau.

## Leben
Margrit Camenzind wuchs in Luzern auf und arbeitete dort als Sekretärin des Statthalteramtes Luzern-Stadt und in verschiedenen Handelsfirmen. 1964 ist sie nach Frauenfeld gezogen. Sie war 1982 bis 1988 Präsidentin des Schweizerischen Katholischen Frauenbundes.
Als Nationalrat Hans Frei 1986 im Amt verstarb, rückte Margrit Camenzind für ihn am 16. Juni 1986 nach. Sie war damit die erste Frau, die den Kanton Thurgau im Bundesparlament vertrat. Bei den Gesamterneuerungswahlen im Oktober 1987 verlor die CVP-Thurgau einen ihrer zwei Nationalratssitze und Margrit Camenzind verlor so dieses Amt. Zu ihrer politischen Devise erklärte sie: "Die Frau ist überall nötig, zu jeder Zeit und an jedem Ort."
Von 1991 bis 2003 amtierte sie als erste Frau im Frauenfelder Stadtrat (Stadtregierung).
2014 wurde sie an der Jahrestagung der Schweizer Sektion der Europäischen Frauen-Union (Sefu) zur Präsidentin gewählt.
Margrit Camenzind gehörte dem Stiftungsrat der Kulturstiftung des Kantons Thurgau seit seiner Konstituierung 1991 bis 1999 an. Zudem war sie Mitglied der Eidgenössischen Filmkommission und der Kommission des Kantonsrates zur Vorbereitung des thurgauischen Kulturförderungsgesetzes.
Margrit Camenzind ist Mutter eines Sohnes und einer Tochter.